# Trichogramma nubilale
Trichogramma nubilale is een vliesvleugelig insect uit de familie Trichogrammatidae. De wetenschappelijke naam is voor het eerst geldig gepubliceerd in 1975 door Ertle & Davis.